# Звечан (община Брод)
Вижте пояснителната страница за други значения на Звечан.
Звечан (на македонска литературна норма: Звечан) е село в Северна Македония, в община Брод (Македонски Брод).

## География
Селото се намира в областта Поречие в източните склонове на планината Добра вода.

## История
В XIX век Звечан е село в Поречка нахия на Кичевска каза на Османската империя. В „Етнография на вилаетите Адрианопол, Монастир и Салоника“, издадена в Константинопол в 1878 година и отразяваща статистиката на населението от 1873 година Звечан (Zvétchan) е посочено като село с 15 домакинства с 68 жители българи.
Църквата „Св. св. Петър и Павел“ („Свети Димитър“) е от 1891 година.
Според статистиката на Васил Кънчов („Македония. Етнография и статистика“) от 1900 година Звечан е населявано от 190 жители българи християни.
На Етнографската карта на Битолския вилает на Картографския институт в София от 1901 година Звечан е чисто българско село в Кичевската каза на Битолския санджак с 15 къщи.
Цялото село в началото на XX век е сърбоманско. Според митрополит Поликарп Дебърски и Велешки в 1904 година в Звечан има 38 сръбски къщи. По данни на секретаря на Българската екзархия Димитър Мишев („La Macédoine et sa Population Chrétienne“) в 1905 година в Дзвечан има 240 българи патриаршисти сърбомани.
След Междусъюзническата война в 1913 година селото попада в Сърбия.
На етническата си карта на Северозападна Македония в 1929 година Афанасий Селишчев отбелязва Звечан като българско село.
Според преброяването от 2002 година селото има 70 жители македонци.

## Личности
Родени в Звечан
- Божидар Видоески (1920 – 1998), лингвист от Северна Македония.